# Comté de Shelby (Texas)
Pour les articles homonymes, voir Comté de Shelby.
Le comté de Shelby, en anglais : Shelby County, est un comté situé dans l'est de l'État du Texas aux États-Unis. Fondé le 11 novembre 1835, son siège de comté est la ville de Center. Selon le recensement des États-Unis de 2020, sa population est de 24 022 habitants. Le comté a une superficie de 2 161 km2, dont 2 057 km2 en surfaces terrestres. Il est nommé en l'honneur d'Isaac Shelby, un soldat de la guerre d'indépendance des États-Unis.

## Organisation du comté
Le comté est fondé le 11 novembre 1835, sous le nom de comté de Tenehaw, à partir des terres du comté de Nacogdoches et du comté de San Augustine. Le 18 janvier 1836, il est renommé sous son nom actuel. Le 17 mars 1836, il devient un comté de la république du Texas. Le 29 décembre 1845, il devient un comté de l’État du Texas, nouvellement créé.
Le comté est baptisé en référence à Isaac Shelby, officier durant la guerre de Dunmore, la guerre d'indépendance des États-Unis et la guerre anglo-américaine de 1812, puis gouverneur du Kentucky,.

## Comtés adjacents
| Comté de Rusk        | Comté de Panola                         | Paroisse de De Soto Louisiane |
|                      | comté de Shelby                         | Paroisse de Sabine Louisiane  |
| Comté de Nacogdoches | Comté de Sabine, Comté de San Augustine |                               |

## Démographie
Lors du recensement de 2010, le comté comptait une population de 25 448 habitants. Elle est estimée, en 2017, à 25 513 habitants.

Pyramide des âges du comté de Shelby (Texas) (2000).

## Axes routiers
Les principales autoroutes et routes du comté sont :
- -  Interstate 69 (en) (En construction)
- U.S. Highway 59 (en)
  -  Interstate 369 (En construction)
- U.S. Highway 84 (en)
- U.S. Highway 96 (en)
- State Highway 7 (en)
- State Highway 87 (en)
- State Highway 147 (en)